# فندق الحدادين
فندق الحدادين واحد من أقدم و أهم فنادق مدينة صفاقس العتيقة.

## موقعه
يوجد الفندق بسوق الحدادين بالقرب من باب الجبلي و ما كان يعرف بحي القافلات الرحالة. و يمثل فندق الحدادين المعلم الوحيد من هذا المركب السكني الذي لا يزال قائما. هذا الأخير هو خير دليل على أهمية مدينة صفاقس في القرون الوسطى كمحطة عبور للمسافرين و الانشطة التجارية.

## تاريخه
بني فندق الحدادين في القرن التاسع ، خلال فترة حكم الدولة الحفصية. و قد شهد أول ترميم خلال القرن الثامن عشر.
لقرون ، استضاف المسافرين والسلع والحيوانات. في بداية القرن العشرين ، مع تطور التجارة البحرية ووسائل النقل في صفاقس ، تأثرت تجارة القوافل. وكطريقة للتغلب على نتائج هذا التأثر السلبية، تم تحويل غرف الفندق إلى ورش عمل لعمال الحديد في المدينة العتيقة.

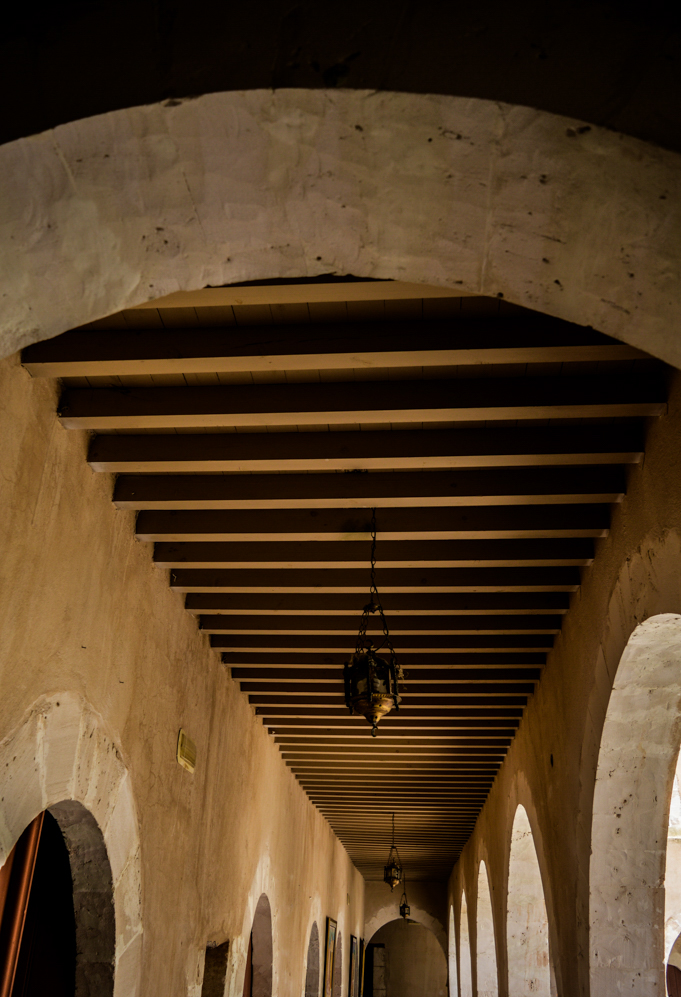
سقف الأروقة

سنة 2006 ، خضع لتجديد ثانٍ بتكلفة إجمالية قدرها 660،000 دينار تونسي من قبل بلدية صفاقس بدعم من وزارة السياحة, الرابطة الدولية للمدن الفرنكوفونية ومعهد التراث الوطني.
في السادس عشر من يونيو 2012 ، و إثر توقيع اتفاقية بين البلدية ووزارة الثقافة ، أصبح المبنى ملكا لهذه الأخيرة.
في 20 أبريل 2013 ، افتتح فندق الحدادين أبوابه كمركز ثقافي يستضيف بصفة دورية العديد من الفعاليات (اليوم الدولي للفرانكفونية في تونس، أمسيات رمضان في مهرجان المدينة المنورة، إلخ.).
سنة 2016  ، وتم ترشيح صفاقس كعاصمة للثقافة العربية ، تم تخصيص ميزانية قدرها 2.5 مليون دينار لإعادة ترميم المدرسة الحسنية و تعديل الفندق إلى مركز حرفي.

## هندسته
مدخل فندق الحدادين عبارة عن رواق ذو باب خشبي كبير محاط بإطار حجري. بهذا المدخل مقاعد وسلالم مدمجة على اليسار تؤدي إلى الطابق الأول, و يفتح على فناء كبير في الهواء الطلق محاط بأروقة من الحجر الرملي مثبتة على أعمدة من الحجر الجيري. هذه الأروقة مفتوحة على خلايا مغطاة بأقبية نصف دائرية. وفقا للمؤرخين ، كانت هذه الغرف مهيئة لحيوانات المسافرين وسلعهم.
و بالمبنى فناء ثان أصغر مساحة يدعى «فنيدقة» ،مخصصا للجمال وغيرها من حيوانات النقل.
يتكون الطابق الأول من 25 غرفة استضافت على مدار قرون المسافرين والتجار والحجاج.
بفضل حجارته المقطعة ، أقواسه المدببة ، وروافده المكشوفة ، يمثل فندق الحدادين مثالاً جيداً على البناء التقليدي القائم على آستعمال المواد المحلية.